# Apanteles pseudomacromphaliae
Apanteles pseudomacromphaliae är en stekelart som beskrevs av Havrylenko och Winterhalter 1949. Apanteles pseudomacromphaliae ingår i släktet Apanteles och familjen bracksteklar. Inga underarter finns listade i Catalogue of Life.